# Parectopa picroglossa
Parectopa picroglossa är en fjärilsart som beskrevs av Edward Meyrick 1912. Parectopa picroglossa ingår i släktet Parectopa och familjen styltmalar.
Artens utbredningsområde är Sri Lanka. Inga underarter finns listade i Catalogue of Life.